# Taeniomastix unicolor
Taeniomastix unicolor är en tvåvingeart som först beskrevs av Friedrich Georg Hendel 1914.  Taeniomastix unicolor ingår i släktet Taeniomastix och familjen Pyrgotidae.
Artens utbredningsområde är Sri Lanka. Inga underarter finns listade i Catalogue of Life.